# Power Up
Power Up (stiliserat som PWRϟUP) är AC/DC:s sjuttonde studioalbum. Albumet släpptes den 13 november 2020. I och med detta album gör Brian Johnson, Phil Rudd och Cliff Williams comeback i bandet.

## Låtlista
| 1. | Realize                   |      |
| 2. | Rejection                 |      |
| 3. | Shot in the Dark          | 3:06 |
| 4. | Through the Mists of Time |      |
| 5. | Kick You When You're Down |      |
| 6. | Witch's Spell             |      |

| 7.  | Demon Fire      |  |
| 8.  | Wild Reputation |  |
| 9.  | No Man's Land   |  |
| 10. | Systems Down    |  |
| 11. | Money Shot      |  |
| 12. | Code Red        |  |

## Medverkande
- Brian Johnson – sång
- Angus Young – sologitarr
- Stevie Young – kompgitarr, bakgrundssång
- Cliff Williams – elbas, bakgrundssång
- Phil Rudd – trummor